# Łazarz Pillai
Łazarz Pillai (Devasahayam co równie można tłumaczyć „pomoc Boża”), Devasahayam Pillai (ur. 23 kwietnia 1712; zm. 14 stycznia 1752) – hinduski święty Kościoła katolickiego, męczennik.

## Życiorys
Neelakanda Pillai urodził się w zamożnej rodzinie. Jego ojciec należący do najwyższej kasty braminów zapewnił mu gruntowne wykształcenie, dzięki czemu Neelakanda Pillai zrobił szybką karierę na dworze maharadży. Przeszedł na chrześcijaństwo i został ochrzczony w kościele we wsi Vadakkankulam. Na chrzcie przyjął imię Devasahayam (Łazarz). Swoim przykładem pociągnął za sobą żonę oraz część rodziny i przyjaciół. Głosił m.in. równość wszystkich ludzi, co kłóciło się z panującym w Indiach systemem kastowym. Został oskarżony o zdradę państwa i wtrącony do więzienia, gdzie go torturowano. Zakutego w łańcuchy wleczono go po różnych miejscowościach, celem wymuszenia wyparcia się wiary w Jezusa Chrystusa. Został zastrzelony w dniu 14 stycznia 1752 roku.
2 grudnia 2012 r. podczas liturgii w katedrze w Kottar – gdzie pochowane jest jego ciało – Prefekt Kongregacji Spraw Kanonizacyjnych kard. Angelo Amato dokonał aktu beatyfikacji.  21 lutego 2020 papież Franciszek zatwierdził cud za jego wstawiennictwem, otwierając drogę do kanonizacji. Data uroczystości miała zostać ogłoszona na konsystorzu, który odbył się 3 maja 2021, lecz zostanie ogłoszona w innym terminie. 9 listopada 2021 Stolica Apostolska podała informacje o terminie uroczystości, podczas której nastąpi kanonizacja Łazarza Pillaiego i sześciu innych błogosławionych. 
15 maja 2022, podczas uroczystej mszy św. na placu świętego Piotra, papież Franciszek dokonał pierwszej od czasu pandemii COVID-19 i pierwszej od października 2019 kanonizacji bł. Łazarza Pillaiego i dziewięciu innych błogosławionych, wpisując go w poczet świętych Kościoła katolickiego.